# Abdelhali Chaiat
Abdelhali Chaiat, né le 15 août 1983 à Saka au Maroc, est un footballeur néerlando-marocain évoluant au poste d'attaquant.

## Biographie
Le 11 avril 2003, Chaiat commence sa carrière professionnelle avec son club formateur du FC Utrecht, à l'occasion un match d'Eredivisie face au Willem II Tilburg (match nul, 1-1). Lors de sa première saison à Utrecht, il joue sept matchs et marque deux buts. Dans la saison suivante, le joueur est mis parmi les doublures.
Lors de la saison 2004-2005, il signe au FC Volendam en deuxième division néerlandaise, pour une durée de quatre saisons. Lors de la saison 2007-2008, il termine à la première place du championnat et voit son équipe promue en Eredivisie. Toutefois, le joueur subit à cette période une grave blessure, qui l'éloigne des terrains. Le club du De Graafschap se présente alors pour enrôler le néerlando-marocain. Mais, en grande difficulté pour retrouver son niveau après sa blessure, il ne participe à aucun match pendant deux saisons. 
Lors de la saison 2010-2011, il dispute sa dernière saison professionnelle avec le club de l'AGOVV Apeldoorn, avant de prendre sa retraite footballistique.
Le bilan de la carrière d'Abdelhali Chaiat s'élève à 19 matchs en Eredivisie (trois buts), 122 en Eerste Divisie (24 buts), et enfin deux rencontres en Coupe de l'UEFA.

## Palmarès

### En club
- FC Utrecht
  - KNVB Beker
    - Vainqueur en 2003 et 2004

  - Supercoupe des Pays-Bas
    - Finaliste en 2003